# Ferenc Seres
Ferenc Seres (* 3. November 1945 in Ujkecske, Tiszakécske, Komitat Bács-Kiskun, Aussprache: Scheresch) ist ein ehemaliger ungarischer Ringer. Er gewann bei den Olympischen Spielen 1980 eine Bronzemedaille im griechisch-römischen Stil im Papiergewicht.

## Werdegang
Ferenc Seres, der dem Sportverein Haladas Szondy Sportegyesület (SE) angehörte, verdankte es der Einführung der Gewichtsklasse des Papiergewichtes durch den Internationalen Ringerverband (FILA) im Jahre 1969, dass er im Alter von schon 25 Jahren doch noch den Sprung in die ungarische und wenig später sogar in die internationale Spitzenklasse der Ringer seiner Gewichtsklasse schaffte. Bis 1968 rang der Armeeangehörige im Fliegengewicht, erzielte dort allerdings keine nennenswerten Resultate. Bei einer Größe von 1,53 Metern hatte er während seiner ganzen Karriere keine besonderen Probleme, das Gewichtslimit für die Papiergewichtsklasse, das bei 48 kg Körpergewicht lag, zu schaffen.
Den ersten Erfolg im Papiergewicht hatte Ferenc Seres im Jahre 1970 zu verzeichnen, als er ungarischer Meister in dieser Gewichtsklasse im freien Stil wurde. 1971 wurde er erstmals ungarischer Meister im griechisch-römischen Stil und pflegte von da an nur mehr diesen Stil.
1971 startete er erstmals bei einer internationalen Meisterschaft, der Weltmeisterschaft in Sofia. Er belegte dabei mit Siegen über Jaroszek aus Polen u. Matsuda aus Japan, einem Unentschieden gegen Stefan Angelow aus Bulgarien und einer Niederlage gegen Günter Maas aus der Bundesrepublik Deutschland einen guten 6. Platz.
In den folgenden Jahren startete er bis 1976 regelmäßig bei den Welt- und Europameisterschaften und gewann dabei bei der Weltmeisterschaft 1973 in Teheran, bei der Europameisterschaft 1975 in Ludwigshafen am Rhein und bei der Europameisterschaft 1976 in Leningrad jeweils eine Bronzemedaille. Ihm gelangen dabei bei diesen Meisterschaften u. a. Siege über Constantin Alexandru aus Rumänien, Raimo Hirvonen aus Finnland, Dietmar Hinz aus der DDR u. Stefan Angelow aus Bulgarien.
Bei den Olympischen Spielen 1972 in München kam Ferenc Seres nach einem Sieg über Bernd Drechsel aus der DDR und Niederlagen gegen Gheorghe Berceanu aus Rumänien u. Stefan Angelow nur auf den 9. Platz. Noch schlechter schnitt er bei den Olympischen Spielen 1976 in Montreal ab, wo er gegen Alexei Schumakow aus der UdSSR und gegen Michael Farina aus den Vereinigten Staaten verlor und deshalb nur der 13. Platz belegte.
Nach den Olympischen Spielen 1976 beendete er seine internationale Ringerlaufbahn, rang aber auf nationaler Ebene noch weiter. 1979 machte Ferenc Seres einen Comeback-Versuch auf der internationalen Ringermatte, der auch glückte, obwohl er damals schon 34 Jahre alt war. Die besten Ergebnisse bei internationalen Meisterschaften, die er ab 1979 erzielte, waren ein 4. Platz bei der Weltmeisterschaft dieses Jahres in San Diego, wo er mit Siegen über Alfredo Olvera aus Mexiko und Ju Jin-park aus Südkorea u. Niederlagen gegen Constantin Alexandru und Alexei Schumakow, UdSSR nur knapp eine Medaille verfehlte und der Gewinn der olympischen Bronzemedaille bei den Olympischen Spielen 1980 in Moskau. Er siegte dort über Roman Kierpacz aus Polen, Alfredo Alvera u. Reijo Haaparanta aus Finnland und verlor gegen Saksylik Uschkempirow aus der UdSSR und Constantin Alexandru.
Ferenc Seres setzte seine internationale Karriere auch noch 1981 fort und erreichte dabei bei der Europameisterschaft 1981 in Göteborg und bei der Weltmeisterschaft 1981 in Oslo noch jeweils einen 6. Platz.
Den letzten ungarischen Meistertitel gewann Ferenc Seres im Jahre 1985 im Alter von 40 Jahren.

## Internationale Erfolge
| Jahr | Platz  | Wettbewerb                                     | Gewichtsklasse | |
| ---- | ------ | ---------------------------------------------- | -------------- | --- |
| 1970 | 2.     | Intern. Turnier in Split                       | Papier         | hinter Gheorghe Berceanu, Rumänien, vor Nowicki, Polen |
| 1971 | 2.     | Meisterschaft der Armeen des Warschauer Paktes | Papier         | hinter Schukow, UdSSR, vor Winfrid Kaprol, DDR |
| 1971 | 6.     | WM in Sofia                                    | Papier         | mit Siegen über Jaroszek, Polen u. Matsuda, Japan, einem Unentschieden gegen Stefan Angelow, Bulgarien u. einer Niederlage gegen Günter Maas, Bundesrepublik Deutschland                     |
| 1972 | 5.     | EM in Kattowitz                                | Papier         | mit Siegen über Juan Luis Costales, Spanien, Sotirios Ventas, Griechenland u. Bernard Szczepanski, Polen u. Niederlagen gegen Gheorghe Berceanu, Rumänien u. Stefan Angelow                  |
| 1972 | 9.     | OS in München                                  | Papier         | mit einem Sieg über Bernd Drechsel, DDR u. Niederlagen gegen Gheorghe Berceanu u. Stefan Angelow                                                                                             |
| 1973 | 5.     | EM in Helsinki                                 | Papier         | mit Siegen über Kauko Naavala, Schweden u. Xhelil Cibaku, Albanien u. Niederlagen gegen Pawel Christow, Bulgarien u. Gheorghe Berceanu                                                       |
| 1973 | 3.     | WM in Teheran                                  | Papier         | mit Siegen über Tseren Lhajav, Mongolei, Constantin Alexandru, Rumänien und Reimo Hirvonen, Finnland und Niederlagen gegen Stefan Angelow, Ryszard Swierad, Polen und Wladimir Subkow, UdSSR |
| 1974 | 6.     | EM in Madrid                                   | Papier         | mit einem Sieg über Dietmar Hinz, DDR und Niederlagen gegen Stefan Angelow und Constantin Alexandru                                                                                          |
| 1974 | 5.     | WM in Kattowitz                                | Papier         | mit einem Sieg über Onishi Kozo, Japan, einem Unentschieden gegen Karoly Kacsar, USA und Niederlagen gegen Haralambos Holidis, Griechenland und Wladimir Subkow                              |
| 1975 | 3.     | EM in Ludwigshafen am Rhein                    | Papier         | mit Siegen über Heinz Schmieden, BRD und Raimo Hirvonen und Niederlagen gegen Pawel Christow, Alexei Schumakow, UdSSR und Constantin Alexandru                                               |
| 1975 | 6.     | WM in Minsk                                    | Papier         | mit einem Sieg über Alexander Zajaczkowski, Polen u. Niederlagen gegen Salih Bora, Türkei und Gheorghe Berceanu                                                                              |
| 1976 | 3.     | EM in Leningrad                                | Papier         | mit Siegen über Dietmar Hinz und Stefan Angelow und Niederlagen gegen Alexei Schumakow u. Constantin Alexandru                                                                               |
| 1976 | 13.    | OS in Montreal                                 | Papier         | nach Niederlagen gegen Alexei Schumakow und Michael Farina, USA |
| 1979 | 4.     | WM in San Diego                                | Papier         | mit Siegen über Alfredo Olvera, Mexiko u. Ju Jin-park, Südkorea und Niederlagen gegen Constantin Alexandru und Alexei Schumakow                                                              |
| 1980 | 6.     | EM in Prievidza                                | Papier         | mit Siegen über Jon Rønningen, Norwegen u. Vaclav Janota, Tschechoslowakei u. Niederlagen gegen Saksylik Uschkempirow, UdSSR u. Totju Andonow, Bulgarien                                     |
| 1980 | 5.     | Großer Preis der BRD in Aschaffenburg          | Papier         | hinter Constantin Alexandru, Bernd Scherer, BRD, Roman Kierpacz, Polen u. Kent Andersson, Schweden                                                                                           |
| 1980 | Bronze | OS in Moskau                                   | Papier         | mit Siegen über Roman Kierpacz, Alfredo Olvera u. Reijo Haaparanta, Finnland u. Niederlagen gegen Saksylik Uschkempirow u. Constantin Alexandru                                              |
| 1981 | 3.     | Turnier in Västerås                            | Papier         | hinter Ilgam Umajew, UdSSR u. Jon Rønningen |
| 1981 | 6.     | EM in Göteborg                                 | Papier         | mit Siegen über Vaclav Janota u. Reijo Haaparanta u. Niederlagen gegen Wieslaw Kucinski, Polen u. Wiktor Sawtschuk, UdSSR                                                                    |
| 1981 | 6.     | WM in Oslo                                     | Papier         | mit Siegen über Lars Rønningen u. Fumikazu Sasaki, Japan u. Niederlagen gegen Salih Bora u. Totju Andonow                                                                                    |
| 1982 | 3.     | Welt-Cup in Budapest                           | Papier         | hinter Csaba Vadász, Ungarn u. Saksylik Uschkempirow, vor T.J. Jones, USA u. Yasuichi Ebina, Japan                                                                                           |
| 1984 | 4.     | Großer Preis der BRD in Freiburg               | Papier         | hinter Timor Taimuras Kasaraschwili, UdSSR, Markus Scherer, BRD u. N. Onica, Rumänien |

## Ungarische Meisterschaften
Ferenc Seres gewann im Jahr 1970 die ungarische Meisterschaft im freien Stil und 1971, 1972, 1973, 1977, 1979 und 1985 im griechisch-römischen Stil, immer im Papiergewicht.
Anm.: alle Wettkämpfe im griechisch-römischen Stil, OS = Olympische Spiele, WM = Weltmeisterschaft, EM = Europameisterschaft, Papiergewicht, damals bis 48 kg Körpergewicht